# Salonsaari (ö i Birkaland, Övre Birkaland, lat 62,05, long 24,67)
Salonsaari är en ö i Finland. Den ligger i sjön Keurusselkä och i kommunen Mänttä-Filpula i den ekonomiska regionen  Övre Birkalands ekonomiska region  och landskapet Birkaland, i den södra delen av landet, 210 km norr om huvudstaden Helsingfors. Öns area är 0,8 hektar och dess största längd är 140 meter i nord-sydlig riktning.